# Tomas Ledin
Tomas Ledin (Östersund, 25 de febrero de 1952) es un músico, guitarrista y cantante sueco. Creció en la ciudad de Sandviken, Suecia.

## Biografía
Su carrera como cantante se inició en la década de 1970 cuando alcanzó el Top 10 de la Suecia con varios éxitos como Sommaren är kort. Inició su carrera grabando discos para la Polar Music. Su primer disco para esa empresa fue Not bad at all. Participó en el Festival Eurovisión de la Canción (1980) con la canción Just nu! (Ahora mismo), una canción tipo rock que obtuvo el 10º lugar con 47 puntos. Esta canción fue un éxito en la Suecia y los demás países escandinavos. En 1982 grabó en dueto con Agnetha Fältskog el disco Never again que fue un éxito en la Europa y en la América Latina, lo que lo motivó a grabar la canción en español junto a Agnetha y como resultado un éxito en los países de habla hispana.

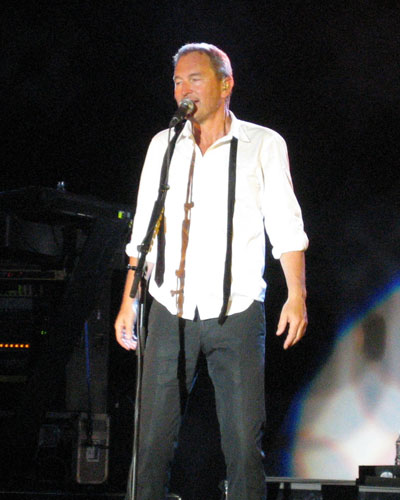
Tomas Ledin

Tomas se juntó con el grupo ABBA en una serie de conciertos realizados en el Japón. A finales de la década de 1970 se hizo novio de Marie Anderson, hija del empresario del grupo ABBA Stig Anderson, habiéndose casado con ella en 1983.

## Discografía
- 1972 - Restless mind
- 1973 - Hjärtats rytm
- 1975 - Knivhuggarrock
- 1976 - Natten är ung
- 1977 - Tomas Ledin
- 1978 - Fasten seatbelts
- 1978 - Tagen på bar gärning (live album)
- 1979 - Ut på stan
- 1980 - Looking for a good time
- 1982 - Gränslös
- 1982 - The Human touch
- 1982 - Sommaren är kort
- 1983 - Captured
- 1985 - En galen kväll (live album)
- 1988 - Down on the Pleasure Avenue
- 1990 - Ett samlingsalbum
- 1990 - Tillfälligheternas spel
- 1993 - Du kan lita på mig
- 1996 - T
- 1997 - Sånger att älska till
- 2000 - Vuodet 1972–2000
- 2000 - Djävulen & ängeln
- 2001 - Festen har börjat (samlingsalbum)
- 2002 - Hela vägen
- 2003 - I sommarnattens ljus
- 2003 - Ledin: Just då! (DVD)
- 2004 - Med vidöppna fönster
- 2006 - Plektrum
- 2009 - 500 dagar om året